# Horrorpunk
Horrorpunk är en musikstil inom punk. Musiken kännetecknas av texter med skräcktema, ofta inspirerade av gamla skräckfilmer. Genren grundades av The Misfits 1977.

## Horrorpunkband (urval)
- Aiden
- Balzac
- Blitzkid
- Frankenstein Drag Queens From Planet 13
- Graves
- Jem and the Holograms
- Maniac Spider Trash
- The Misfits
- Murderdolls
- Nekromantix
- Samhain
- Zombiesuckers
- Wednesday 13
- Nuke and the Living Dead